# 斉藤ノヴ
斉藤 ノヴ（さいとう ノヴ、1950年11月6日 - ）は、日本のパーカッション奏者・音楽プロデューサー。本名は斉藤 信男（）。京都府出身。
一時期は斎藤 ノブ、齋藤 ノヴ名義を使用したが、2011年5月現在の芸名は「斉藤 ノヴ」である。大滝詠一のアルバム『NIAGARA TRIANGLE Vol.1』の「ココナツ・ホリデイ」のコーラス（お囃子と称されている）に参加した時に録音し、現在は『NIAGARA TRIANGLE Vol.1 30th Anniversary Edition』にボーナス収録された「ココナツ・ホリデイ3日目」で聞く事が出来る斉藤の「もう月見うどんしかないよ」の一言から斉藤 "月見うどん" ノブとクレジットされるアルバムもある。『NIAGARA TRIANGLE Vol.1』には「ココナツ・ホリデイ」の「アー・エライコッチャッタ」からの一言から斉藤 “アー・エライコッチャッタ” ノブとクレジットされている。
妻は女優の夏木マリ。前妻とは死別している。

## 来歴
1967年、京都より上京後、築地の魚屋、八百屋　等でバイトをしつつ生活する。浜口庫之助ミュージック・カレッジへ入学、浜口庫之助に師事。
1968年、同期の下田逸郎とデュオ「シモンサイ」を結成。
1970年、シモンサイ『モーニング・サービス』でフィリップス・レコードから、メジャー・デビュー。
1972年、スタジオ・ミュージシャンとして浅川マキのレコーディングに参加。
1974年 - アルバム『MISSLIM』以降、松任谷由実のアルバムには欠かせない存在のスタジオ・ミュージシャンとして1988年の『Delight Slight Light KISS』まで参加する。
1977年、松崎しげる『セイリング ラブ』で、第6回東京音楽祭編曲賞受賞。ソロ・アルバム『VIRGIN TERRITORY』をリリース。
1978年、松任谷由実の葉山マリーナ・サマーリゾートコンサートに参加。サザンオールスターズ『勝手にシンドバッド』をリズムアレンジ。
1979年、PARACHUTEを結成。
1983年、AKA-GUYを結成。
1985年-1997年、中島みゆきのツアーにバンドマスターとして参加。
1985年 7月、吉田拓郎「吉田拓郎 ONE LAST NIGHT IN つま恋」に参加。
1988年、NOBU CAINEを結成（1999年に解散）。
1990年4月、TBSテレビ「三宅裕司のいかすバンド天国」にレギュラー審査員として出演。12月、中島みゆき「夜会」に初参加。以後毎年参加。
1991年4月 - テレビ東京系「タモリの音楽は世界だ!」にNOBU-SONSとしてレギュラー出演。
1992年1月 - 渡辺貞夫アフリカツアーに参加。
1993年、西田ひかるの音楽プロデュースを手がけ、コンサートツアーにも帯同。
1994年、SING LIKE TALKINGのツアーをサポート。
1996年8月13-15日、荒井由実 Yumi Arai The Concert with old Friendsに参加。
1997年 - SAITO NOBU Special Nights in ARENA "宴". を恒例ライブとして行う。
2001年、春畑道哉と全国9箇所のツアーを行う。夏、Vibesを結成。リーダーを務める。
2004年、後藤次利、藤井尚之らとNon Chordsを結成。
2006年、夏木マリとGIBIER du MARI を結成。
2008年11月19日、31年ぶりにソロ・アルバム『Zen』をリリース。
2010年11月2日 - 7日、『斎藤ノブ 還暦6夜－ロック屋－』と題した還暦6DAYSライブを行う。
2011年5月 - 夏木マリと結婚。
2017年3月3日、α-STATIONでレギュラー番組『SOUND CAFE』を開始。
2018年、新生NOBU CAINEを結成。
2021年11月16日-17日 - B'z presents LIVE FRIENDSに"FRIENDS Special Band"として参加。
2022年3月11日 - 西原商会 presents 村上”ポンタ”秀一 トリビュート～One Last LIVE～出演。
2022年8月20日 - 芳野藤丸 50周年記念コンサート"50/50 Fifty Fifty ～運が悪けりゃ死ぬだけさ"出演。

## ディスコグラフィ

### アルバム

#### 斎藤ノブ
| 発売日                     | アルバム | 規格                    | 規格品番                |
| 日本コロムビア/ Blow Up    | 日本コロムビア/ Blow Up | 日本コロムビア/ Blow Up | 日本コロムビア/ Blow Up |
| -------------------------- | --- | ----------------------- | ----------------------- |
| 1979年2月25日              | VIRGIN TERRITORY A面 1. You're A Great Girl 6:52 2. Virgin Territory 2:40 3. Tech-color Queen 4:39 4. Wave 5:00 5. Sure 1:59 B面 1. Gotta Give In 5:31 2. 黄色いさくらんぼ 3:31 3. The Way I Felt At First 4:54 4. In The Darkness 5:41 5. Without End 3:40 | LP                      | LX-7060-A               |
| 1979年2月25日              | VIRGIN TERRITORY A面 1. You're A Great Girl 6:52 2. Virgin Territory 2:40 3. Tech-color Queen 4:39 4. Wave 5:00 5. Sure 1:59 B面 1. Gotta Give In 5:31 2. 黄色いさくらんぼ 3:31 3. The Way I Felt At First 4:54 4. In The Darkness 5:41 5. Without End 3:40 | CT                      | CAY-1112-A              |
| ビクターエンタテインメント | |                         |                         |
| 2008年11月19日             | Zen 1. G線上のアリア = Air On The G String 2. エイジアン・ポート 2 = Asian Port 2 3. 月の光 = Clair De Lune 4. 剣の舞 = Sabre Dance 5. ガラタ = Galata 6. ジャンベ = Djembe 7. コンパッション = Compassion                                                  | SHM-CD                  | VICP-64533              |

#### PARACHUTE
- PARACHUTE from ASIAN PORT（1980年4月）
- 6 kinds 6 sizes（1980年12月）
- HAERE MAI（1981年6月）
- Sylvia（1982年5月）
- COLOURS（1982年8月）
- THE BEST OF PARACHUTE（1984年3月）

#### AKA GUY
- AKA GUY（1986年8月31日）

#### NOBU CAINE
- NOBU CAINE（1989年1月25日）
- NOBU CAINE II（1990年11月21日）
- 熱烈天子（1995年4月21日）
- IGNITION（1996年10月18日）
- encore（2000年9月21日）
- 今ここにあるべき百戦錬磨～7人～（2018年5月16日）

#### NOBU-SONS
- NOBU-SONS IN CLASSICS（1991年11月1日）
- ときめいてハットトリック（1993年3月24日）NOBU-SONS with AKI MUKAI

#### NOBU-ZANS
- MADE BY WOOD I - UNPLUGGED X'mas Light（1993年10月25日）
- MADE BY WOOD II - UNPLUGGED Peaceful Winter（1993年10月25日）

#### Vibes
- Vibes（2003年7月23日）
- Vibes II（2004年4月2日）

#### Non Chords
- Non Chords（2004年11月23日）
- Tracing Point（2005年6月1日）
- Taboo（2005年11月2日）
- Non Chords Live Tour 2005 "Tracing Point" in Tokyo（2006年2月1日）☆DVD☆
- Non Chords Live Tour 2005 "Tracing Point" in Osaka（2006年2月1日）

#### GIBIER du MARI
- GIBIER du MARI（2006年3月15日）

### シングル

#### シモンサイ
| 発売日                              | 面                                  | タイトル                            | 規格                                | 規格品番                            |
| 日本ビクター / フィリップスレコード | 日本ビクター / フィリップスレコード | 日本ビクター / フィリップスレコード | 日本ビクター / フィリップスレコード | 日本ビクター / フィリップスレコード |
| ----------------------------------- | ----------------------------------- | ----------------------------------- | ----------------------------------- | ----------------------------------- |
| 1970年                              | A                                   | モーニング・サービス                | EP                                  | FS-1111                             |
| 1970年                              | B                                   | 霧が深いよ                          | EP                                  | FS-1111                             |

#### 斎藤ノブ，Joanie Davies
| 発売日                  | 面                      | タイトル                | 規格                    | 規格品番                |
| 日本コロムビア/ Blow Up | 日本コロムビア/ Blow Up | 日本コロムビア/ Blow Up | 日本コロムビア/ Blow Up | 日本コロムビア/ Blow Up |
| ----------------------- | ----------------------- | ----------------------- | ----------------------- | ----------------------- |
| 1979年                  | A                       | 黄色いさくらんぼ        | EP                      | LK-91-A                 |
| 1979年                  | B                       | Gotta Give In           | EP                      | LK-91-A                 |
| 1979年                  | A                       | Techni-color Queen      | EP                      | LK-95-A                 |
| 1979年                  | B                       | Wave                    | EP                      | LK-95-A                 |

## 参加作品
無数に存在し、以下はそのうちのごく一部。
- 稲垣潤一
  - 『J's LOVE SONG』（1998年9月23日）
- 岩崎宏美
  - 「シンデレラ・ハネムーン」（1978年7月25日）
- 大橋純子
  - 『trinta』（2004年4月21日）
- 織田哲郎
  - 「祈り」（2003年10月15日）
- 甲斐バンド
  - 「破れたハートを売り物に」（1981年9月21日）
- Gackt
  - 『THE SEVENTH NIGHT 〜UNPLUGGED〜』（2004年5月26日）
- 角松敏生
  - 『SEA BREEZE』（1981年6月21日）
- 河内淳一
  - 『PEOPLE』（1992年11月1日）
- 栗林誠一郎
  - 『LA JOLLA』（1989年11月21日）
- サザンオールスターズ
  - 「勝手にシンドバッド」（編曲）（1978年6月25日）
- 沢田研二
  - 『チャコールグレイの肖像』（1976年12月1日）
  - 『思いきり気障な人生』（1977年11月15日）
  - 『TOKIO』（1979年11月25日）
- 筒美京平 & HIS 585 BAND
  - 『HIT MACHINE/筒美京平の世界』（1976年7月5日）
  - 「カリビアン・ドリーム」（1976年12月1日）
- TUBE
  - 「あー夏休み」（1990年5月21日）
  - 『湘南』（1991年5月29日）
- Dr.ドラゴン（筒美京平）
  - 「スーパー・マン」（リズムアレンジ）（1979年3月5日）
- 中島みゆき
  - 『歌暦』（1987年2月21日）
- 中森明菜
  - 『BITTER AND SWEET』（1985年4月3日）
- 渚のオールスターズ
  - 『Nagisa no Cassette VOL.3』（1989年7月21日）
- 浜田省吾
  - 『Illumination』（1978年9月21日）
- B'z
  - 『SURVIVE』（1997年11月19日）
  - 「HOME」（1998年7月8日）
  - 『ACTION』（2007年12月5日）
  - 『DINOSAUR』（2017年11月29日）
  - 『Highway X』（2022年8月10日）
- 古時計
  - 『青春の画廊』（1976年8月1日）
- 松任谷由実（荒井由実）
  - 『MISSLIM』（1974年10月5日） - 『Delight Slight Light KISS』（1988年11月26日）までの19作品
  - 『Neue Musik』（1998年11月6日）
- 松原みき
  - 『POCKET PARK』（1980年1月21日）
- モーニング娘。
  - 「でっかい宇宙に愛がある」（2001年7月25日）
- やまだかつてないバンド（1989年10月18日 - ）
- 吉田拓郎
  - 『ローリング30』（1978年11月21日）
  - 『吉田拓郎 ONE LAST NIGHT IN つま恋』（1985年9月21日）

### サウンドトラック
- 『名探偵コナン 14番目の標的』オリジナル・サウンドトラック（1998年4月15日）
  - 「名探偵コナン メイン・テーマ （標的ヴァージョン）」
  - 「コナンの大作戦1」
  - 「犯人の謎」
  - 「次のターゲット!」
  - 「アクアクリスタル内へ」
  - 「コナンの大作戦2」

## 出演

### ラジオ
- SOUND CAFE（α-STATION、金曜日 10:00 - 10:30）：2017年3月3日 - 
  - 吉川寿子（小川珈琲のバリスタ）とのダブルDJ。